# Formidabilele Magisăbii
Formidabilele Magisăbii (engleză Mighty Magiswords) este un serial de animație american de comedie și fantezie creat de Kyle Carrozza pentru Cartoon Network Video ca primul serial online al canalului. Serialul a început inițial ca o serie de scurtmetraje făcute în mod special pentru site-ul Cartoon Network Video, astfel aceasta fiind prima serie originală online Cartoon Network. Scurtmetrajele au avut premiera oficială online pe 6 mai 2015, pe lângă care și videoclipurile interactive puse pe aplicația Cartoon Network Anything.
Pe 13 iunie 2016 s-a confirmat că Formidabilele Magisăbii a fost ales sub forma unui serial întreg de televiziune, a cărui premieră a fost pe 29 septembrie 2016 pe Cartoon Network. Un sneak peek al episodului "Mushroom Menace" s-a difuzat pe 5 septembrie 2016 înainte de premiera oficială.
În România, scurt-metrajele au avut premiera pe 25 ianuarie 2017, iar serialul întreg a început pe 6 martie 2017 pe canalul Cartoon Network.

## Premisă
Serialul ne vorbește despre Prohyas și Vambre, o echipă frate-soră de "Războinici de închiriat" (en. "Warriors for Hire") care pornesc în aventuri hilare și căutări nebunești în jurul orașului Rhyboflaven pentru a găsi și colecta săbii magice, cunoscute ca magisăbii.

## Producție
Serialul este creat de Kyle Carrozza, un animator, actor, muzician și scenarist care în mod curent scrie cântece pentru The FuMP iar în trecut a fost creatorul, scenaristul și actorul pentru scurt-metrajul "MooBeard: The Cow Pirate", ce face parte din seria Random! Cartoons a lui Nickelodeon. Personajele au fost create de Kyle pe vremea când era la liceu în 1996 și au fost trimise la Cartoon Network în 2005-2006 sub numele "Legendary Warriors for Hire" (română "Războinici legendari de închiriat") și mai apoi la Mondo Media în 2007-2008 ca "Dungeons and Dayjobs". Cartoon Network l-a ales ulterior în 2013. Mare parte din serial este făcut in-house la Cartoon Network Studios de vreme ce producția de mijloc de peste mări are loc la studioul malaezian Inspidea.

## Personaje

### Personaje principale
- Prohyas - Luptătorul Prohyas e convins că e cel mai macho, cel mai bărbat spadasin din toate timpurile. Din fericire, nu e cazul. Deși acțiunea și aventura înseamnă totul pentru Prohyas, el rămâne un neîndemânatic în mărime naturală.
- Vambre - Vambre are impresia că e surioara mai disciplinată și mai serioasă, ceea ce nu e cazul. La fel ca Prohyas, și ei îi place să adune Magisăbii și e obsedată de cărțile cu Veronica Victorious.
- Grup - Grup e un balaur mototol la vorbă și la port, care vrea întotdeauna să facă bine. El locuiește și lucrează în Peștera Lucrurilor.

### Personaje secundare
- Prințesa Zange - Zange e prințesa Regatului Rhyboflaven. Ea angajează destul de frecvent Luptătorii de închiriat, pentru că o ține buzunarul. În plus, îi consideră prietenii ei, chiar dacă n-ar recunoaște asta în ruptul capului în fața lor.
- Vrăjitoarea Simone - O vrăjitoare micuță, cu multă putere brută, pe care însă nu prea reușește să o controleze. Lucrează la Melcul-Burger în timp ce își exersează mai departe farmecele.
- Misterioasa Femeie cu Glugă (en. The Mysterious Hooded Woman) - Misterioasa Femeie cu Glugă e clienta cea mai mare a Luptătorilor. Ea îi trimite în misiuni peste mări și țări pentru a recupera obiecte misterioase și e întotdeauna doldora de bani cu care să plătească.
- Bătrânul Bătrân (en. Old Man Oldman) - Bătrânul Bătrân e un moșuleț cam aiurit, dar cumsecade, care încearcă adesea să îi angajeze pe Prohyas și Vambre pentru misiuni dintre cele mai banale. Le poartă pică pentru o misiune în care au dat-o în bară, dar continuă să-i angajeze.
- Ralphio Sabreware - Ralphio Sabreware e creatura sinistră care deține prăvălia sinistră cu Magisăbii. Întotdeauna sună de parcă ar pune ceva la cale, și dacă ne gândim că habar n-avem de unde face rost de Magisăbii, probabil CHIAR pune ceva la cale.
- Noville - Noville este deținătorul african-american al unui magazin de benzi desenate de pe Muntele Ma'alI, ce are o oarecare afecțiune pentru Vambre. Este foarte sensibil și vorbește de obicei cu jumate de gură din cauza fricii de a fi sociabil.
- Omnibus - Sine-procalamat ca Marele Omnibus Acumulatorul, Omnibus este un magician și un client frecvent al războinicilor, ce poate fi un pic enervant și uneori este ignorat. Locuiește într-o casă imensă în care se află artefacte rare pe care le cumpără în fiecare an. El are abilitatea de a-și scoate părțile componente ale corpului și să se teleporteze la nevoie.
- Füd - Füd este o entuziastă a mâncării care îi cheamă pe războinici să recupereze lucruri ce au legătură cu mâncarea, de aceea și numele ei (Füd este un joc de cuvinte de la food, care înseamnă mâncare în limba engleză). Ea este mereu văzută cu un măr roșu pe capul ei și vorbește cu un accent de origine sudică. Ea poate coace 100 de plăcinte în 100 de secunde (1 minut și 40 de secunde). Mai are și un prieten pe nume Snax, ce are aceleași interese ca și ea.

### Răufăcători
- Morbidia - Morbidia e lidera grupării rivale de aventuri, Witch Way. E destul de bună la magie neagră, dar se bazează pe Gateaux pentru treburile mai dificile. Face tot ce îi stă în putință pentru faimă și glorie și îi detestă pe Luptători.
- Gateaux - Gateaux e acolitul Morbidiei în echipa rivală de aventuri, Witch Way. Priceput la farmece impresionante, el e de multe ori responsabilul din spatele sclipiciului și artificiilor folosite de Witch Way pentru a-și impresiona publicul. Repetă adesea ultimul cuvânt rostit de Morbidia, ca să sublinieze ideea.
- Hoppus - Hoppus Lagomercenariul e un iepure-spadă care lucrează pentru oricine e dispus să îl plătească, fie ei Luptătorii de închiriat, Witch Way sau vreun șef mai puțin dezirabil. Hoppus folosește și Magisăbii, dar numai dintre cele pe bază de legume.
- Regele Rexxtopher - Rexxtopher este monarhul Regatului Dinozaurilor. Deși e unul dintre puținii dinozauri care poate vorbi engleză, e ofticat că Luptătorii de închiriat își tot bagă nasul în treburile lui. Are la dispoziție Magisabia Gheară.
- Phil - Phil e un hoț iute de mână și de gură, și mai e și scund. Îl interesează două lucruri: autoconservarea și distracția. Phil e maestrul insultelor „din mers”, dar nu e chiar atât de rău, și s-ar putea să facă echipă cu Luptătorii.

## Magisăbii folosite
- Magisabia Voce Atrăgătoare - E o sabie neobișnuită care, după cum spune și numele, are o voce irezistibilă ce poate convinge pe oricine să facă ceea ce deținătorul ei dorește.
- Magisabia Cactus - Această magisabie trage cu bule de cactus acoperite cu ace, numai bune pentru a construi rapid o barieră care înțeapă.
- Magisabia Delfin - Această magisabie poate împroșca cu apă și poate provoca un potop printr-o mișcare specială, numită Apa delfinului. Mai poate fi folosită și pentru deplasarea rapidă sub apă.
- Magisabia Tomată - Această magisabie trage cu roșii uriașe. Vambre o folosește adesea ca pedeapsă pe fratele ei pentru poante nereușite.
- Magisabia Excaliburger - Această magisabie trage cu hamburgeri-elicopter ce își hărțuiesc ținta până sunt mâncați.
- Magisabia Acordeon - Această magisabie poate genera melodii intrând în creierul persoanei care o mânuiește.
- Magisabia Țelină - Această magisabie face lucrurile să miroasă a supă, și poate trage cu tulpine de țelină uriașe cât un butuc.
- Magisabia cu Aplauze - Această magisabie poate să aplaude sau îi poate forța pe alții să aplaude.
- Magisabia Lamă Electrică - Seamănă cu o uriașă lamă electrică, și face tot ce face aceasta dar la o scară mai mare.
- Magisabia Balonaș Exploziv - Pare foarte inofensivă, cam ca o baghetă fermecată uriașă. Dar bulele acelea frumoase ascund o surpriză explozivă.
- Magisabia Zdrobitoare - Poate fi utilizată pentru a cauza cutremure controlate și fisuri uriașe în pământ.
- Magisabia Mumie - Poate fi folosită pe post de lasou sau pentru a înveli obiecte sau persoane, cum sunt mumiile.
- Magisabia Pogo Stick - Este o magisabie pe care se poate sări exact ca pe un pogo stick.
- Magisabia Rachetă - Această magisabie poate fi folosită pentru a zbura, însă e prea greu de controlat.
- Magisabia Radiator - Se încălzește ca un carorifer și poate împroșca un jet de căldură în formă de abur.
- Magisabia Scară-Retractabilă - Această magisabie se poate extinde, putând fi folosită pe post de scară. Și mai este și retractabilă, de unde i se trage și numele.
- Magisabia Zombie-Dovlecel - Aceasta este o magisabie simțitoare cu o voce haioasă, și poate scuipa semințe de dovleac radioactive de zombie în dușmani, cu proprietăți acide.
- Magisabia Bulgăraș - Această magisabie poate să lanseze bulgări de zăpadă

## Scurtmetraje online

#### Sezonul 1
| #   | Titlu român                | Titlu englez             | Premiera în România                              | Premiera originală |
| --- | -------------------------- | ------------------------ | ------------------------------------------------ | ------------------ |
| 1.  | Hai la bolovan             | To Boulderly Go          | 25 ianuarie 2017 (online) 12 februarie 2017 (TV) | 6 mai 2015         |
| 2.  | Porcușorul de fier         | Pig Iron                 | 9 februarie 2017                                 | 6 mai 2015         |
| 3.  | Atac la copac              | Bark Attack              | 9 februarie 2017                                 | 1 iulie 2015       |
| 4.  | Delfinominal               | Dolphinominal            | 26 martie 2017                                   | 1 iulie 2015       |
| 5.  | Tărâmul mâzgăi             | The Land Before Slime    | 10 februarie 2017                                | 3 august 2015      |
| 6.  |                            | Hands Down               |                                                  | 3 august 2015      |
| 7.  |                            | Zombie Reasonable        |                                                  | 1 septembrie 2015  |
| 8.  | Cactusul vrăjit            | Attackus                 | 22 februarie 2017                                | 1 septembrie 2015  |
| 9.  | Fără roboți pentru bătrâni | No Robots for Old Men    | 23 februarie 2017                                | 1 octombrie 2015   |
| 10. | Prohyas al Nohyas          | Whose Hyas Is It Anyway? | 12 februarie 2017                                | 1 octombrie 2015   |

#### Sezonul 2
| #   | Titlu român                    | Titlu englez                 | Premiera în România                               | Premiera originală |
| --- | ------------------------------ | ---------------------------- | ------------------------------------------------- | ------------------ |
| 1.  | Războinici de închiriat        | Warriors for Hire            | 31 ianuarie 2017                                  | 15 august 2016     |
| 2.  | Dezolarea lui Grup             | The Desolation of Grup       | 4 februarie 2017                                  | 22 august 2016     |
| 3.  | Piscina zăpăciților            | Pool Fools                   | 29 ianuarie 2017                                  | 29 august 2016     |
| 4.  | Prea mulți războinici          | Too Many Warriors            | 16 februarie 2017                                 | 5 septembrie 2016  |
| 5.  | Plimbare                       | Walkies                      | 17 februarie 2017                                 | 12 septembrie 2016 |
| 6.  | Hoțul identității              | Identity Theft               | 20 februarie 2017                                 | 19 septembrie 2016 |
| 7.  | Scări și păienjeni             | Stairways & Spiders          | 21 februarie 2017                                 | 11 octombrie 2016  |
| 8.  | Creierul lui Vambre            | Vambre's Brain               | 22 februarie 2017                                 | 24 octombrie 2016  |
| 9.  |                                | Do We Decimal System?        | 23 februarie 2017                                 | 7 noiembrie 2016   |
| 10. | Pot să-l păstrez?              | Can I Keep It?               | 24 februarie 2017                                 | 11 noiembrie 2016  |
| 11. | Cel mai trist iepuraș          | The Saddest Little Bunny     | 27 februarie 2017                                 | 11 noiembrie 2016  |
| 12. | Librarul îndrăgostit           | Bookish                      | 27 februarie 2017 (online) 28 februarie 2017 (TV) | 11 noiembrie 2016  |
| 13. | Gardianul măștii               | Keeper of the Mask           | 2 martie 2017                                     | 11 noiembrie 2016  |
| 14. | Îl cunoști pe Regele Brioșă?   | Do You Know the Muffin King? | 3 martie 2017                                     | 11 noiembrie 2016  |
| 15. |                                | Flonk Stakes                 | 2 martie 2017                                     | 11 noiembrie 2016  |
| 16. | Iată-l pe Phil                 | Phil’s in the House          | 1 martie 2017                                     | 11 noiembrie 2016  |
| 17. | Cântă încă o dată              | Play That Song Again         | 28 februarie 2017                                 | 11 noiembrie 2016  |
| 18. | Ferma amintirilor              | Flashback Farms              | 3 martie 2017                                     | 11 noiembrie 2016  |
| 19. | Grup de lucru                  | Working Grup                 | 1 martie 2017                                     | 11 noiembrie 2016  |
| 20. | Blestemul Păpușii Frankenstein | The Curse of Dummystein      | 27 februarie 2017                                 | 11 noiembrie 2016  |

#### VLOG-uri
| #   | Titlu român (neoficial)      | Titlu englez                          | Premiera în România                               | Premiera originală |
| --- | ---------------------------- | ------------------------------------- | ------------------------------------------------- | ------------------ |
| 1.  | Magisabia Tomată             | Tomato Magisword                      | 26 ianuarie 2017                                  | 29 septembrie 2016 |
| 2.  | Magisabia Delfin             | Dolphin Magisword                     | 25 ianuarie 2017                                  | 29 septembrie 2016 |
| 3.  | Magisabia Zombie-Dovlecel    | Zombie Pumpkin Magisword              | 13 februarie 2017                                 | 30 septembrie 2016 |
| 4.  | Magisabia Mumie              | Mummy Magisword                       | 13 februarie 2017                                 | 30 septembrie 2016 |
| 5.  | Magisabia Scară-Retractabilă | Retractable Ladder Magisword          | 14 februarie 2017                                 | 1 octombrie 2016   |
| 6.  | Magisabia Rachetă            | Rad Rocket Magisword                  | 14 februarie 2017                                 | 2 octombrie 2016   |
| 7.  | Magisabia Balonaș Exploziv   | Exploding Bubble Magisword            | 15 februarie 2017                                 | 3 octombrie 2016   |
| 8.  | Magisabia Țelină             | Celery Magisword                      | 15 februarie 2017                                 | 4 octombrie 2016   |
| 9.  | Magisabia cu Aplauze         | Clappinghands Magisword               | 22 februarie 2017                                 | 5 octombrie 2016   |
| 10. | Magisabia Pogo Stick         | Pogo Stick Magisword                  | 22 februarie 2017                                 | 6 octombrie 2016   |
| 11. | Magisabia Radiator           | Radiator Magisword                    | 23 februarie 2017                                 | 7 octombrie 2016   |
| 12. | Magisabia Cactus             | Cactus Magisword                      | 23 februarie 2017                                 | 8 octombrie 2016   |
| 13. | Magisabia Lamă Electrică     | Electric Razor Magisword              | 16 februarie 2017 (online) 24 februarie 2017 (TV) | 9 octombrie 2016   |
| 14. | Magisabia Voce Atrăgătoare   | Attractive Voice Magisword            | 24 februarie 2017                                 | 10 octombrie 2016  |
| 15. |                              | Soul Patch Magisword                  |                                                   | 11 octombrie 2016  |
| 16. | Magisabia Zdrobitoare        | Ground Pound Magisword                | 9 august 2017 (online)                            | 12 octombrie 2016  |
| 17. |                              | Excaliburger Magisword                |                                                   | 13 octombrie 2016  |
| 18. |                              | First Impressions                     |                                                   | 22 octombrie 2016  |
| 19. | Magisabia Lanternă           | Flashlight Magisword                  | 17 august 2017 (online)                           | 27 octombrie 2016  |
| 20  |                              | Play Date                             |                                                   | 30 octombrie 2016  |
| 21. | Magisabia Pânză de Păinajen  | Spider Web Magisword                  | 17 august 2017 (online)                           | 3 noiembrie 2016   |
| 22. |                              | Odd Numbers Song                      |                                                   | 5 noiembrie 2016   |
| 23. |                              | "Why?" Song                           |                                                   | 10 noiembrie 2016  |
| 24. |                              | We Ain't Got No Business              |                                                   | 12 noiembrie 2016  |
| 25. | Magisabii mărețe             | Magisword Unboxing                    | 25 august 2017 (online)                           | 17 noiembrie 2016  |
| 26. | Magisabia Monosprânceană     | Prohyas Unboxing: Monobrow Magisword! | 25 august 2017 (online)                           | 24 noiembrie 2016  |
| 27. |                              | Prohyas Unboxes a New Magisword!      |                                                   | 26 noiembrie 2016  |
| 28. | Magisabia Ceapă              | Onion Magisword                       | 17 august 2017 (online)                           | 3 decembrie 2016   |
| 29. |                              | My Day                                |                                                   | 8 decembrie 2016   |
| 30. |                              | Dreams                                |                                                   | 10 decembrie 2016  |
| 31. |                              | Meet Lady Hiss!                       |                                                   | 15 decembrie 2016  |
| 32. |                              | Meet Skullivan!                       |                                                   | 17 decembrie 2016  |
| 33. |                              | Wickersnapper Magisword               |                                                   | 24 decembrie 2016  |
| 34. |                              | Microphone Magisword                  |                                                   | 29 decembrie 2016  |
| 35. |                              | Purple Pete - Song                    |                                                   | 31 decembrie 2016  |
| 36. |                              | Colors                                |                                                   | 17 aprilie 2017    |
| 37. | Magisabia Cafeluță           | Cuppa Joe Magisword                   | 9 august 2017 (online)                            | 17 aprilie 2017    |
| 38. | Magisabia Țipar Electric     | Electric Eel Magisword                | 25 august 2017 (online)                           | 17 aprilie 2017    |
| 39. |                              | Enchanted Fork                        |                                                   | 5 mai 2017         |
| 40. | Magisabia Sabie de rechin    | Sharkblade Magisword                  | 17 august 2017 (online)                           | 5 mai 2017         |
| 41. |                              | Laser Pointer Magisword               |                                                   | 5 mai 2017         |
| 42. |                              | Vambre Reviews Veronica Victorious    |                                                   | 5 mai 2017         |
| 43. | Magisabia Dummystein         | Dummystein Magisword                  | 9 august 2017 (online)                            | 5 mai 2017         |
| 44. |                              | Onion Magisword                       |                                                   | 5 mai 2017         |
| 45. | Magisabia Bomba Albastră     | Little Blue Bomb Magisword            | 25 august 2017 (online)                           | 5 mai 2017         |
| 46. |                              | Lost Sandwich                         |                                                   | 5 mai 2017         |
| 47. |                              | Meet SuperMighty Robot Piggy!         |                                                   | 5 mai 2017         |

#### Sezonul 3 (Academia Aventurierilor)
| #   | Titlu român                 | Titlu englez                                        | Premiera în românia | Premiera originală |
| --- | --------------------------- | --------------------------------------------------- | ------------------- | ------------------ |
| 1.  | fără titlu tradus în română | Adventure Academy: Adventure Academy 101            | 16 octombrie 2017   | 6 iunie 2016       |
| 2.  | fără titlu tradus în română | Adventure Academy: Dino Ducking                     | 17 octombrie 2017   | 6 iunie 2016       |
| 3.  | fără titlu tradus în română | Adventure Academy: Sluggernaut                      | 18 octombrie 2017   | 6 iunie 2016       |
| 4.  | fără titlu tradus în română | Adventure Academy: Weather or Naut                  | 19 octombrie 2017.  | 6 iunie 2016       |
| 5.  | fără titlu tradus în română | Adventure Academy: Ham and Glory                    | 20 octombrie 2017   | 6 iunie 2016       |
| 6.  | fără titlu tradus în română | Adventure Academy: Dragonators                      | 23 octombrie 2017   | 6 iunie 2016       |
| 7.  | fără titlu tradus în română | Adventure Academy: Fickle Fishing                   | 24 octombrie 2017   | 6 iunie 2016       |
| 8.  | fără titlu tradus în română | Adventure Academy: Barren Quicksand                 | 25 octombrie 2017   | 6 iunie 2016       |
| 9.  | fără titlu tradus în română | Adventure Academy: Royal Tower Rescue               | 26 octombrie 2017   | 6 iunie 2016       |
| 10. | fără titlu tradus în română | Adventure Academy: Whack a Shark                    | 27 octombrie 2017   | 6 iunie 2016       |
| 11. | fără titlu tradus în română | Adventure Academy: Trollblin Thumb Wrestling        | 30 octombrie 2017   | 6 iunie 2016       |
| 12. | fără titlu tradus în română | Adventure Academy: Enchanted Tree Chopping          | 31 octombrie 2017   | 6 iunie 2016       |
| 13. | fără titlu tradus în română | Adventure Academy: Barking Broccoli Spider Barkdown | 1 noiembrie 2017    | 6 iunie 2016       |
| 14. | fără titlu tradus în română | Adventure Academy: Passe Pirate                     | 2 noiembrie 2017    | 6 iunie 2016       |
| 15. | fără titlu tradus în română | Adventure Academy: Meatier Milking                  | 3 noiembrie 2017    | 6 iunie 2016       |
| 16. | fără titlu tradus în română | Adventure Academy: Snow Decoys                      | 6 noiembrie 2017    | 6 iunie 2016       |
| 17. | fără titlu tradus în română | Adventure Academy: Sheepy Jungle Shearing           | 7 noiembrie 2017    | 6 iunie 2016       |
| 18. | fără titlu tradus în română | Adventure Academy: Delirious Dancing                | 8 noiembrie 2017    | 6 iunie 2016       |
| 19. | fără titlu tradus în română | Adventure Academy: The Thousand Eye Stare           | 9 noiembrie 2017    | 6 iunie 2016       |
| 20. | fără titlu tradus în română | Adventure Academy: Oasis of Fear                    | 10 noiembrie 2017   | 6 iunie 2016       |

## Episoade
| Premiera originală  | Premiera în România | N/o | Titlu englez                                          | Titlu român                                          |  |
| ------------------- | ------------------- | --- | ----------------------------------------------------- | ---------------------------------------------------- |  |
|                     |                     |     |                                                       |                                                      |  |
| PRIMUL SEZON        |                     |     |                                                       |                                                      |  |
|                     |                     |     |                                                       |                                                      |  |
| 29.09.2016          | 07.03.2017          | 01  | Misterul din Loch Mess                                | The Mystery of Loch Mess                             |  |
|                     |                     |     |                                                       |                                                      |  |
| 29.09.2016          | 08.03.2017          | 02  | Invazia veverițelor                                   | Squirrelled Domination!                              |  |
|                     |                     |     |                                                       |                                                      |  |
| 06.10.2016          | 09.03.2017          | 03  | În pas de modă                                        | Case Clothed                                         |  |
|                     |                     |     |                                                       |                                                      |  |
| 13.10.2016          | 10.03.2017          | 04  | Glumești, nu?                                         | Surely You Jesto                                     |  |
|                     |                     |     |                                                       |                                                      |  |
| 20.10.2016          | 06.03.2017          | 05  | Curățenia lui Grup                                    | Cleanliness Is Next to Grupliness                    |  |
|                     |                     |     |                                                       |                                                      |  |
| 27.10.2016          | 14.03.2017          | 06  | Amenințarea ciupercii                                 | Mushroom Menace                                      |  |
|                     |                     |     |                                                       |                                                      |  |
| 27.10.2016          | 15.03.2017          | 07  | Fantoma Glamour                                       | Flirty Phantom                                       |  |
|                     |                     |     |                                                       |                                                      |  |
| 03.11.2016          | 13.03.2017          | 08  | Mânia lui Neddy                                       | The Wrath of Neddy                                   |  |
|                     |                     |     |                                                       |                                                      |  |
| 07.11.2016          | 16.03.2017          | 09  | Muncă cântărită                                       | Working for Scales                                   |  |
|                     |                     |     |                                                       |                                                      |  |
| 08.11.2016          | 17.03.2017          | 10  | Proză criminală                                       | Felonious Prose                                      |  |
|                     |                     |     |                                                       |                                                      |  |
| 09.11.2016          | 20.03.2017          | 11  | Poțiune în ocean                                      | Potion in the Ocean                                  |  |
|                     |                     |     |                                                       |                                                      |  |
| 10.11.2016          | 21.03.2017          | 12  | Polițistul rău-rău                                    | Bad Bad Cop                                          |  |
|                     |                     |     |                                                       |                                                      |  |
| 11.11.2016          | 22.03.2017          | 13  | Grup, superstar                                       | Gotta Get Grup to Get Down                           |  |
|                     |                     |     |                                                       |                                                      |  |
| 14.11.2016          | 23.03.2017          | 14  | Hoț dens                                              | Thick as Thieves                                     |  |
|                     |                     |     |                                                       |                                                      |  |
| 15.11.2016          | 24.03.2017          | 15  | Cel mai mare fan                                      | Biggest Fan                                          |  |
|                     |                     |     |                                                       |                                                      |  |
| 16.11.2016          | 27.03.2017          | 16  | Magisăbii și burger                                   | Dungeons and Dayjobs                                 |  |
|                     |                     |     |                                                       |                                                      |  |
| 17.11.2016          | 28.03.2017          | 17  | Magazinul ororilor                                    | Little Sword of Horrors                              |  |
|                     |                     |     |                                                       |                                                      |  |
| 18.11.2016          | 29.03.2017          | 18  | Campioni la micul dejun                               | Champions of Breakfast                               |  |
|                     |                     |     |                                                       |                                                      |  |
| 01.12.2016          | 30.03.2017          | 19  | Sentimente nutritive                                  | Gut Feelings                                         |  |
|                     |                     |     |                                                       |                                                      |  |
| 27.01.2017          | 03.07.2017          | 20  | Tomul de altădată                                     | The Tome of Morrow                                   |  |
|                     |                     |     |                                                       |                                                      |  |
| 03.02.2017          | 04.07.2017          | 21  | Avem ceva de împărțit                                 | Share and Share Dislike                              |  |
|                     |                     |     |                                                       |                                                      |  |
| 17.02.2017          | 31.03.2017          | 22  | Jocuri de Grup                                        | Grup Jam                                             |  |
|                     |                     |     |                                                       |                                                      |  |
| 01.07.2017          | 05.07.2017          | 23  | Peruca malefică                                       | Bad Man Oldman                                       |  |
|                     |                     |     |                                                       |                                                      |  |
| 02.07.2017          | 06.07.2017          | 24  | Vrăjitorica Simone strică totul                       | Witchy Simone Ruins Everything!                      |  |
|                     |                     |     |                                                       |                                                      |  |
| 03.07.2017          | 07.07.2017          | 25  | Prieteni ciudați                                      | Strange Nedfellows                                   |  |
|                     |                     |     |                                                       |                                                      |  |
| 04.07.2017          | 11.07.2017          | 26  | Comedie de acțiune                                    | Action Comedy                                        |  |
|                     |                     |     |                                                       |                                                      |  |
| 05.07.2017          | 12.07.2017          | 27  | Memorie amestecată                                    | Random Acts of Memory                                |  |
|                     |                     |     |                                                       |                                                      |  |
| 06.07.2017          | 27.10.2017          | 28  | Declin al alegeri                                     | Elect to Decline                                     |  |
|                     |                     |     |                                                       |                                                      |  |
| 07.07.2017          | 19.10.2017          | 29  | Mâncă-troli                                           | They See Me Trollblin                                |  |
|                     |                     |     |                                                       |                                                      |  |
| 08.07.2017          | 20.10.2017          | 30  | Potaia hidoasă                                        | Hideous Hound                                        |  |
|                     |                     |     |                                                       |                                                      |  |
| 09.07.2017          | 23.10.2017          | 31  | Un caz fără cap                                       | Getting Ahead                                        |  |
|                     |                     |     |                                                       |                                                      |  |
| 10.07.2017          | 24.10.2017          | 32  | Osânda gelatinoasă                                    | Cave of Gelatinous Doom!                             |  |
|                     |                     |     |                                                       |                                                      |  |
| 11.07.2017          | 25.10.2017          | 33  | Pachydermus ceruitul                                  | Pachydermus Interruptus                              |  |
|                     |                     |     |                                                       |                                                      |  |
| 12.07.2017          | 26.10.2017          | 34  | Jocul cu calamari                                     | Squideo Games                                        |  |
|                     |                     |     |                                                       |                                                      |  |
| 13.07.2017          | 17.10.2017          | 35  | Rivalitate fraternă                                   | Sibling Sorcery                                      |  |
|                     |                     |     |                                                       |                                                      |  |
| 14.07.2017          | 30.10.2017          | 36  | Nu citi comentariile                                  | Don't Read the Comments                              |  |
|                     |                     |     |                                                       |                                                      |  |
| 15.07.2017          | 22.01.2018          | 37  | Hoppus cel hăituit                                    | Hoppus the Hunted                                    |  |
|                     |                     |     |                                                       |                                                      |  |
| 16.07.2017          | 23.01.2018          | 38  | Copiii din Transiberia                                | Transybabies                                         |  |
|                     |                     |     |                                                       |                                                      |  |
| 17.07.2017          | 24.01.2018          | 39  | Frica de birocrație                                   | Bureaucrophobia                                      |  |
|                     |                     |     |                                                       |                                                      |  |
| 18.07.2017          | 25.01.2018          | 40  | Continuați?                                           | Continue                                             |  |
|                     |                     |     |                                                       |                                                      |  |
| 19.07.2017          | 26.01.2018          | 41  | Vânătoarea de comori                                  | Hunting for Scavengers                               |  |
|                     |                     |     |                                                       |                                                      |  |
| 20.07.2017          | 29.01.2018          | 42  | Prinde-l pe BORFL                                     | Get That BORFL!                                      |  |
|                     |                     |     |                                                       |                                                      |  |
| 21.07.2017          | 30.01.2018          | 43  | Delfinism neconvențional                              | Unconventional Dolphinism                            |  |
|                     |                     |     |                                                       |                                                      |  |
| 22.07.2017          | 01.02.2018          | 44  | Campania literelor greșite                            | Letter Wronging Campaign                             |  |
|                     |                     |     |                                                       |                                                      |  |
| 23.07.2017          | 16.10.2017          | 45  | Saga robopurcelușului                                 | The Saga of Robopiggeh!                              |  |
| 23.07.2017          | 16.10.2017          | 46  | Saga robopurcelușului                                 | The Saga of Robopiggeh!                              |  |
|                     |                     |     |                                                       |                                                      |  |
| 15.04.2018          | 10.07.2017          | 47  | Ziua părului ciudat                                   | Bad Heir Day                                         |  |
|                     |                     |     |                                                       |                                                      |  |
| 15.04.2018          | 18.10.2017          | 48  | Aventurile destul de patetice ale lui Docky și Buford | Docky & Buford's Decidedly Pathetic Adventure        |  |
|                     |                     |     |                                                       |                                                      |  |
| 22.04.2018          | 31.01.2018          | 49  | A venit școala, ce păcat!                             | School's In, Oh Bummer!                              |  |
|                     |                     |     |                                                       |                                                      |  |
| 22.04.2018          | 02.02.2018          | 50  | Îmblânzirea săbiilor                                  | Taming of the Swords                                 |  |
|                     |                     |     |                                                       |                                                      |  |
| 29.04.2018          | 20.02.2018          | 51  | Aventura cunoașterii                                  | Quest for Knowledge!                                 |  |
| 29.04.2018          | 20.02.2018          | 52  | Aventura cunoașterii                                  | Quest for Knowledge!                                 |  |
|                     |                     |     |                                                       |                                                      |  |
| SEZONUL 2           |                     |     |                                                       |                                                      |  |
|                     |                     |     |                                                       |                                                      |  |
| 30.04.2018          | 17.09.2018          | 53  | Infecție de colecție                                  | Collection Infection                                 |  |
|                     |                     |     |                                                       |                                                      |  |
| 01.05.2018          | 17.09.2018          | 54  | La luptă cu chelie                                    | To Balderly Go                                       |  |
|                     |                     |     |                                                       |                                                      |  |
| 02.05.2018          | 18.09.2018          | 55  | Din dragoste pentru Narwhal                           | For the Love of Narwhal!                             |  |
|                     |                     |     |                                                       |                                                      |  |
| 03.05.2018          | 18.09.2018          | 56  | Câștigătorul văicărelilor                             | Winning at Whining!                                  |  |
|                     |                     |     |                                                       |                                                      |  |
| 04.05.2018          | 19.09.2018          | 57  | Armura potrivită                                      | Suitable Armor                                       |  |
|                     |                     |     |                                                       |                                                      |  |
| 07.05.2018          | 19.09.2018          | 58  | Teren schimbător                                      | Changeable Terraingable                              |  |
|                     |                     |     |                                                       |                                                      |  |
| 08.05.2018          | 20.09.2018          | 59  | Reparându-l pe Flonk                                  | Fixing-a-Flonk!                                      |  |
|                     |                     |     |                                                       |                                                      |  |
| 09.05.2018          | 20.09.2018          | 60  | Cum mă cheamă? - cu războinicii Vambre și Prohyas     | What's My Name? Starring Vambre and Prohyas Warrior! |  |
|                     |                     |     |                                                       |                                                      |  |
| 10.05.2018          | 21.09.2018          | 61  | Împreună cu aghiotantul meu                           | Ain't That A Kick In The Side?                       |  |
|                     |                     |     |                                                       |                                                      |  |
| 11.05.2018          | 21.09.2018          | 62  | Plăcerea vinovată a lui Vambre                        | Vambre's Guilty Pleasure                             |  |
|                     |                     |     |                                                       |                                                      |  |
| 14.05.2018          | 24.09.2018          | 63  | Statusul lui Cattus                                   | The Status of Cattus                                 |  |
|                     |                     |     |                                                       |                                                      |  |
| 15.05.2018          | 24.09.2018          | 64  | Țapul!                                                | GOAT!                                                |  |
|                     |                     |     |                                                       |                                                      |  |
| 16.05.2018          | 25.09.2018          | 65  | Echipa de brocoli                                     | Team of Broccoli                                     |  |
|                     |                     |     |                                                       |                                                      |  |
| 17.05.2018          | 25.09.2018          | 66  | Mall-ul rușinii                                       | Mall of Shame                                        |  |
|                     |                     |     |                                                       |                                                      |  |
| 18.05.2018          | 26.09.2018          | 67  | Agentul distrugerii                                   | Agent of Destruction                                 |  |
|                     |                     |     |                                                       |                                                      |  |
| 21.05.2018          | 26.09.2018          | 68  | Ziua instrucției                                      | Straining Day                                        |  |
|                     |                     |     |                                                       |                                                      |  |
| 22.05.2018          | 25.03.2019          | 69  | Căzături în apă                                       | Dunkadelic                                           |  |
|                     |                     |     |                                                       |                                                      |  |
| 23.05.2018          | 28.09.2018          | 70  | Războinicii incredibil de mici                        | The Incredible Tiny Warriors                         |  |
| 23.05.2018          | 28.09.2018          | 71  | Războinicii incredibil de mici                        | The Incredible Tiny Warriors                         |  |
|                     |                     |     |                                                       |                                                      |  |
| 24.05.2018          | 25.03.2019          | 72  | Ajutându-l pe Cattus să ajute                         | Helping Cattus Help                                  |  |
|                     |                     |     |                                                       |                                                      |  |
| 23.08.2018 (online) | 27.09.2018          | 73  | Cu negi cu tot                                        | Warts and All                                        |  |
|                     |                     |     |                                                       |                                                      |  |
| 23.08.2018 (online) | 27.09.2018          | 74  | Prea comercial                                        | Too Commercial                                       |  |
|                     |                     |     |                                                       |                                                      |  |
| 23.08.2018 (online) | 26.03.2019          | 75  | Apă pentru Bimm                                       | Like Water for Bimm                                  |  |
|                     |                     |     |                                                       |                                                      |  |
| 23.08.2018 (online) | 26.03.2019          | 76  | Din ordinul cotcodăcitului                            | The Pecking Order                                    |  |
|                     |                     |     |                                                       |                                                      |  |
| 23.08.2018 (online) | 27.03.2019          | 77  | Peștele Bărbat, bărbatul peștos                       | Manlier Fish the Fishlier Man                        |  |
|                     |                     |     |                                                       |                                                      |  |
| 23.08.2018 (online) | 27.03.2019          | 78  | Lânoleul doarme                                       | The Lanolion Sleeps Tonight                          |  |
|                     |                     |     |                                                       |                                                      |  |
| 23.08.2018 (online) | 28.03.2019          | 79  | Balada marinarului Sidney                             | The Ballad of Sailor Sidney                          |  |
|                     |                     |     |                                                       |                                                      |  |
| 23.08.2018 (online) | 28.03.2019          | 80  | Visuri extreme                                        | Extreme Dreams                                       |  |
|                     |                     |     |                                                       |                                                      |  |
| 23.08.2018 (online) | 29.03.2019          | 81  | Crochetă de pește pentru totdeauna                    | Forever a Fishstick                                  |  |
|                     |                     |     |                                                       |                                                      |  |
| 23.08.2018 (online) | 29.03.2019          | 82  | Scuze, am stricat petrecerea                          | Sorry for Party-Oching                               |  |
|                     |                     |     |                                                       |                                                      |  |
| 23.08.2018 (online) | 01.04.2019          | 83  | Mintea e un lucru extraordinar                        | A Mind is a Terrible Thing                           |  |
|                     |                     |     |                                                       |                                                      |  |
| 23.08.2018 (online) | 01.04.2019          | 84  | '                                                     | Bewitched, Bothered and Bothered Some More!          |  |
|                     |                     |     |                                                       |                                                      |  |
| 23.08.2018 (online) | 02.04.2019          | 85  | Antren de șarpe                                       | Train on a Snake                                     |  |
|                     |                     |     |                                                       |                                                      |  |
| 23.08.2018 (online) | 02.04.2019          | 86  | '                                                     | King of the Zombeez                                  |  |
|                     |                     |     |                                                       |                                                      |  |
| 23.08.2018 (online) | 03.04.2019          | 87  | Sughițati în liniște                                  | Hiccup the Volume                                    |  |
|                     |                     |     |                                                       |                                                      |  |
| 23.08.2018 (online) | 03.04.2019          | 88  | Fantomatic                                            | Ghosthaste                                           |  |
|                     |                     |     |                                                       |                                                      |  |
| 23.08.2018 (online) | 04.04.2019          | 89  | Hoppus cel hămeziu                                    | Hangry Hangry Hoppus                                 |  |
|                     |                     |     |                                                       |                                                      |  |
| 23.08.2018 (online) | 04.04.2019          | 90  | Pachydermus și Tabăra Fantastică                      | Pachydermus Packard and The Camp of Fantasy          |  |
|                     |                     |     |                                                       |                                                      |  |
| 23.08.2018 (online) | 05.04.2019          | 91  | Să facem echipă pentru că nu suntem prieteni răi      | Let's Team Up Because We Aren't Bad Friends          |  |
| 23.08.2018 (online) | 05.04.2019          | 92  | Să facem echipă pentru că nu suntem prieteni răi      | Let's Team Up Because We Aren't Bad Friends          |  |
|                     |                     |     |                                                       |                                                      |  |

## Legături externe
- Formidabilele Magisăbii la Internet Movie Database
- Formidabilele Magisăbii pe site-ul The Big Cartoon DataBase